# Harbin (película)
Harbin (en hangul, 하얼빈; romanización revisada, Ha-eolbin) es una película surcoreana dirigida por Woo Min-ho y protagonizada por Hyun Bin. Se basa en la vida de Ahn Jung-geun, el activista de la independencia coreana que en 1909 asesinó al residente general de Corea Itō Hirobumi. Se estrenará el 8 de septiembre de 2024 en el 49.º Festival Internacional de Cine de Toronto. En Corea del Sur iba a estrenarse a mediados del mismo mes, coincidiendo con las fiestas de Chuseok, pero se retrasó al 24 de diciembre.

## Sinopsis
Harbin cuenta la historia de luchadores independentistas que arriesgaron sus vidas para recuperar su patria que fue invadida y saqueada por el Imperio japonés. La trama se centra en Ahn Jung-geun, responsable de la muerte del ex primer ministro japonés y residente general de Corea Itō Hirobumi, y en otros luchadores que se unieron a él.

## Reparto
- Hyun Bin como Ahn Jung-geun, activista de la independencia coreana.[5][6]
- Park Jung-min como Woo Deok-sun, un luchador por la libertad que pensó en su país antes que en el nombre que dejaría atrás.[7][8]
- Jo Woo-jin como Kim Sang-hyun, un luchador por la independencia que trabaja con Ahn Jung-geun.[9]
- Jeon Yeo-been como la señora Gong.[7]
- Yoo Jae-myung como Choi Jae-hyung, asistente de Ahn Jung-geun.[10]
- Park Hoon como Tatsuo Mori, mayor del ejército japonés, prisionero de guerra del Ejército de la Independencia, liberado por Ahn Jung-geun.[11]
- Lee Dong-wook como Lee Chang-seop, que comparte los objetivos de Ahn Jung-geun aunque discrepa de él en cómo alcanzarlos.[12]
- Kwak Jin como un bandido.
- Lily Franky como Ito Hirobumi.[13][14]
- Park Ki-duk.
- Yoon Jung-sub.
- Shin Kang-kyun como un alto oficial del gobierno.
- Jung Woo-sung como Kim Doo-seong (aparición especial).[15]

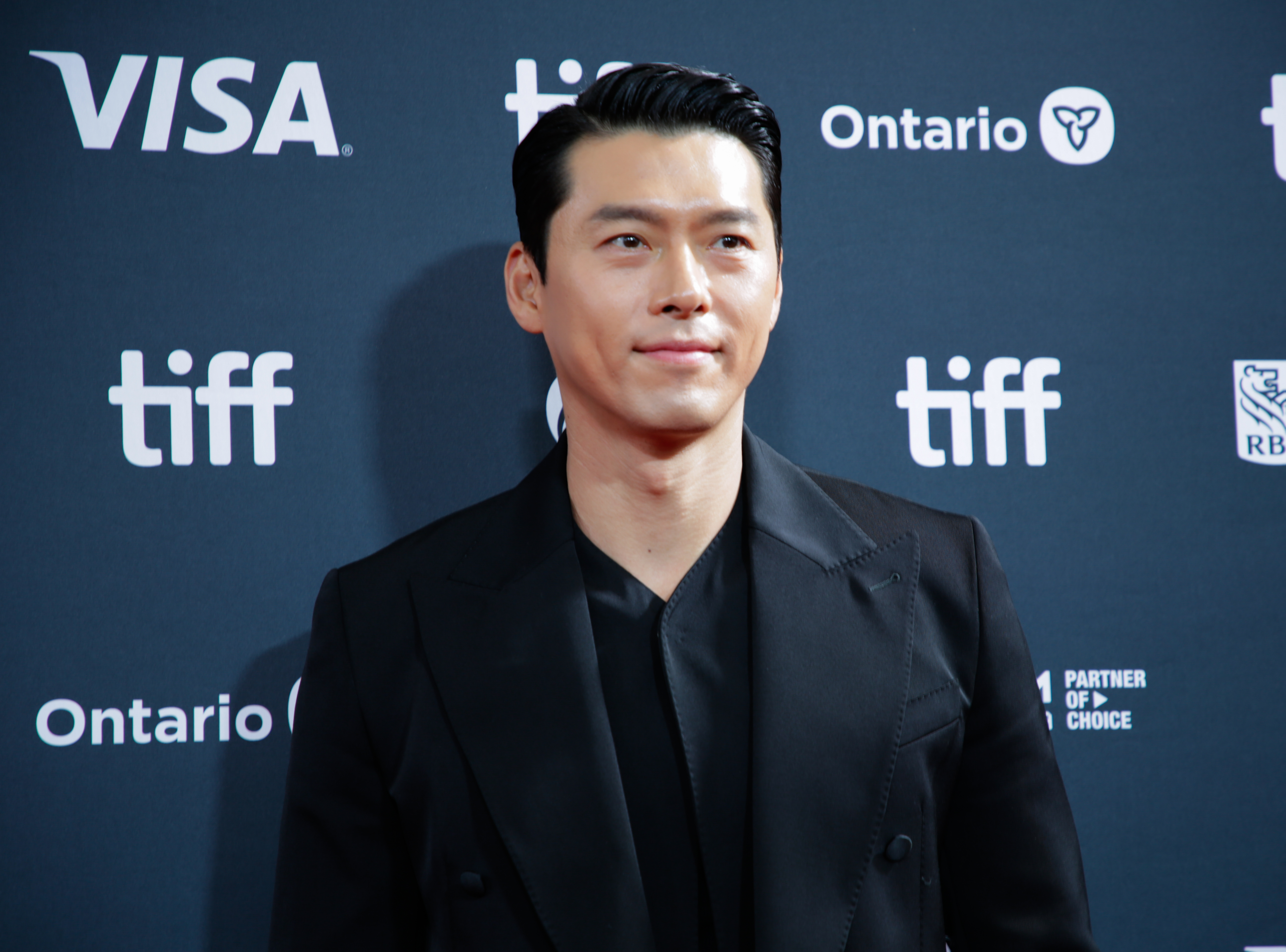
Hyun Bin, protagonista de la película, en el Festival de Toronto 2024

## Producción
Harbin es una coproducción de Hive Media Corp, Keystone Films y Film Angels Studio. La producción se anunció el 16 de noviembre de 2021. La compañía distribuidora y principal inversora es CJ ENM. Contó con un presupuesto de unos 30 000 millones de wones, por lo que se estimaba que serían necesarios más de 7,5 millones de espectadores para amortizar los gastos, aunque esta cifra dependerá también de la preventa de derechos en el extranjero y para los servicios de vídeo en línea.
El guion del filme obraba en poder de Hive Media Corp., cuyo director ejecutivo Kim Won-guk había trabajado ya con el director Woo Min-ho. Este en principio no tenía intención de dirigir el proyecto, pero cuando cambió de opinión la productora aún no había encontrado quién lo hiciera y acabó asumiéndolo él mismo. Algunos personajes son trasunto de personas reales, héroes de la independencia coreana: Ahn Jung-geun, el doctor Woo Deok-sun y el profesor Choi Jae-hyung. En cambio, Kim Sang-hyeon, Lee Chang-seop y Gong Gong-in son personajes ficticios, aunque pueden considerarse reconstrucciones hechas con elementos tomados de independentistas reales.
En noviembre de 2021, junto al anuncio de la producción de Harbin, se comunicó el nombre del director y del protagonista Hyun Bin. El director, Woo Min-ho, también dirigió importantes éxios de taquilla como Inside Men (2015) y El hombre del presidente (2020). El 12 de abril de 2022 se añadieron los nombre de Park Jung-min y Jeon Yeo-been al reparto, y el 11 de noviembre del mismo año Jo Ww-jin. El día 17 se dio por cerrado el reparto. 
Antes de comenzar el rodaje, el 14 de noviembre de 2022 el equipo de la película celebró una ceremonia de despedida en el Salón Conmemorativo de Ahn Jung-geun para recordar el significado de esta figura. Parte del rodaje se realizó fuera de Corea, en Letonia y Mongolia. La primera se eligió porque al haber sido parte de la Unión Soviética el estilo arquitectónico era pertinente para las escenas situadas en la antigua Rusia; Mongolia, por el parecido de su paisaje con el de Manchuria, donde se sitúa buena parte de la trama. Se filmó según el método clásico, con película analógica. Empezó el 20 de noviembre en Corea; después, el equipo se trasladó el 20 de enero de 2023 precisamente a Letonia, donde se rodó durante un mes y medio. Concluyó el 29 de marzo y el filme entró después en posproducción.
El 22 de julio de 2024 la distribuidora CJ ENM publicó un cartel para el Festival de Cine de Toronto y un avance internacional del filme. El 18 de noviembre anunció la fecha del estreno y distribuyó algunos fotogramas para la prensa.

## Estreno

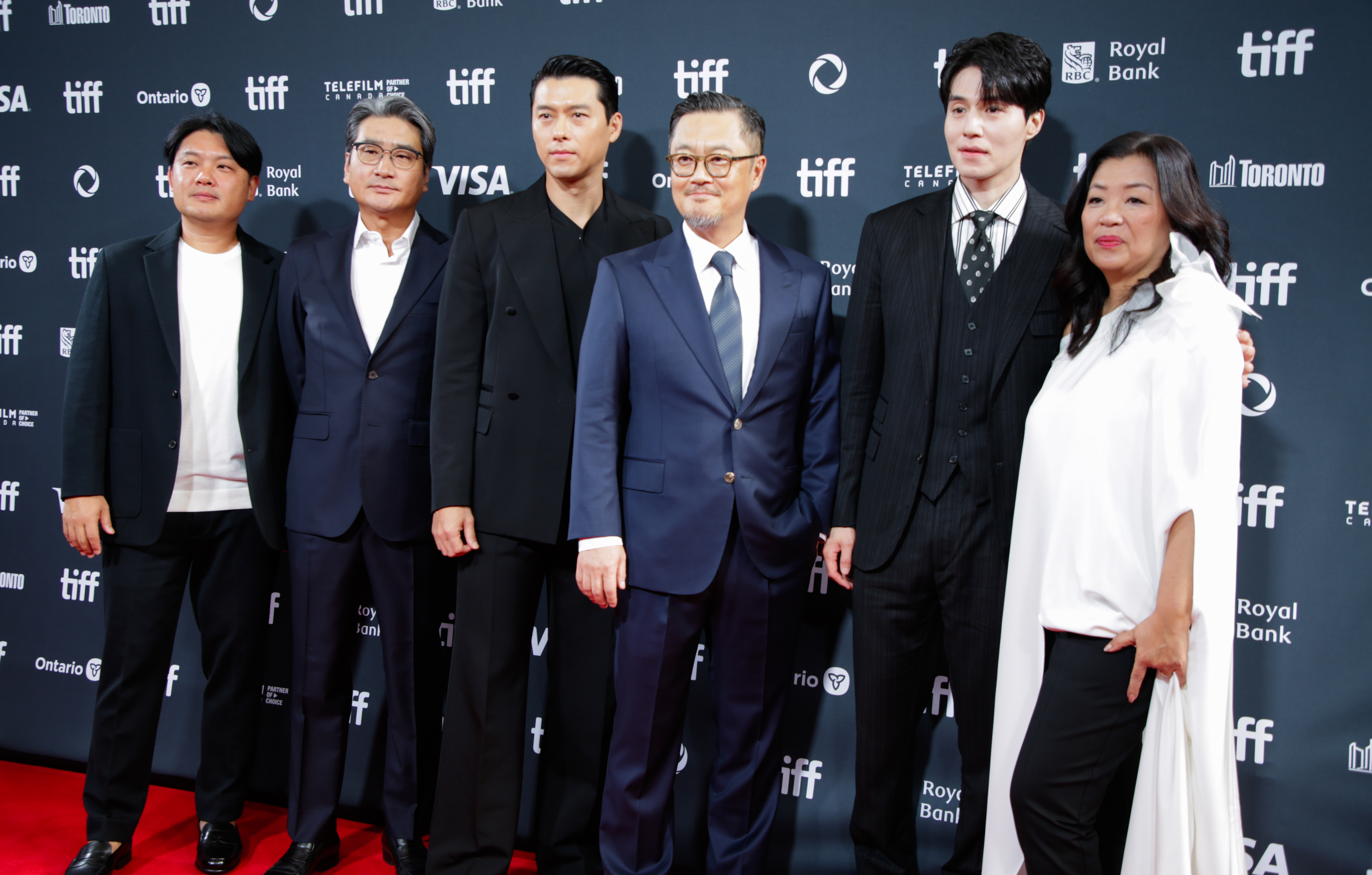
Reparto y equipo de producción de Harbin, en el Festival de Toronto 2024

Harbin tuvo su estreno mundial el 8 de septiembre de 2024 en la sección Gala del 49.º Festival Internacional de Cine de Toronto. A la misma asistieron el director Woo Min-ho y los actores Hyun Bin y Lee Dong-wook, que disertaron con el público al día siguiente en el acto In Conversation with en el TIFF Bell Light. El estreno en sala en Corea del Sur estaba previsto para alrededor de una semana después, coincidiendo con las vacaciones de Chuseok, pero se retrasó al mes de diciembre.
Finalmente se estrenó el 24 de diciembre, con buenos resultados: ocupó el primer lugar en taquilla con 381 536 espectadores, lo que representa la cota más alta lograda para una película coreana en diciembre desde el año de la pandemia de covid-19. También fue la primera en la tasa de reservas anticipadas. Además, después de solo dos días en pantalla superó el millón de espectadores, presagiando un éxito de taquilla a la altura de los mayores de la historia del cine surcoreano.
Al 6 de enero de 2025, el filme había alcanzado la cifra de 3 729 163 espectadores en 2125 salas de cine, que habían dejado una taquilla del equivalente a 24 545 204 dólares. Por este concepto, quedó en la novena posición entre las películas estrenadas en 2024 (sexta si se consideran solo las producciones nacionales), y encabezaba también la taquilla de 2025.

## Premios y nominaciones
| Año  | Premios                     | Categoría              | Candidato                   | Resultado | Ref.          |
| ---- | --------------------------- | ---------------------- | --------------------------- | --------- | ------------- |
| 2025 | Premios Asian Film          | Mejor fotografía       | Hong Kyung-pyo              | Ganador   | [ 28 ]        |
| 2025 | 61.os Premios Baeksang Arts | Mejor película         | Harbin                      | Pendiente | [ 29 ] [ 30 ] |
| 2025 | 61.os Premios Baeksang Arts | Mejor director         | Woo Min-ho                  | Pendiente | [ 29 ] [ 30 ] |
| 2025 | 61.os Premios Baeksang Arts | Mejor actor            | Hyun Bin                    | Pendiente | [ 29 ] [ 30 ] |
| 2025 | 61.os Premios Baeksang Arts | Mejor actor de reparto | Jo Woo-jin                  | Pendiente | [ 29 ] [ 30 ] |
| 2025 | 61.os Premios Baeksang Arts | Mejor logro técnico    | Hong Kyung-pyo (fotografía) | Pendiente | [ 29 ] [ 30 ] |